# Rascal Does Not Dream of a Dreaming Girl
Pour plus de détails, voir Fiche technique et Distribution.
Rascal Does Not Dream of a Dreaming Girl (青春ブタ野郎はゆめみる少女の夢を見ない, Seishun buta yarō wa yumemiru shōjo no yume o minai, litt. « Le jeune gros porc ne rêve pas d'une fille qui rêve ») est une comédie romantique anime fantastique basée sur les septième et huitième volumes de la light novel Rascal Does Not Dream of Bunny Girl Senpai écrite par Hajime Kamoshida et illustrée par Keeji Mizoguchi. Le film sort en juin 2019 au Japon, il est projeté dans quelques cinémas à la fin de la même année. Un deuxième film sort en 2023 sous le titre de  Rascal Does Not Dream of a Sister Venturing Out (en).

## Synopsis
Sakuta Azusagawa est en deuxième année de lycée dans la ville de Fujisawa. Il est en couple avec Mai Sakurajima depuis six mois et tout se passe alors pour le mieux. Cependant, cette tranquillité sera rapidement brisée par le retour du premier amour de Sakuta, Shoko Makinohara.
Le lendemain, en accompagnant à l'hôpital sa petite soeur, Kaede, Azusagawa rencontre une deuxième Shoko - bien plus jeune que celle qu'il a rencontré la veille (la première est au lycée, la deuxième est encore à école). Sakuta découvre que la petite Shoko souffre d'une maladie cardiovasculaire et qu'elle a besoin d'une transplantation cardiaque afin de pouvoir s'en sortir. Asusagawa et Mai vont alors se démener pour venir en aide à la jeune écolière. Lors de cette course contre la montre, Sakuta se rend compte que la présence de la lycéenne Makinohara est intimement liée à sa propre blessure au torse. Il se rend vite compte que cette dernière vient du futur  et qu'elle a donc pu bénéficier d'une greffe salvatrice : Shoko lui révélera que le coeur qu'on lui a transplanté est en réalité le sien. Elle lui apprend que la veille de Noël, il a été percuté par une voiture et qu'il a été déclaré en état de mort cérébrale à l'hôpital. Néanmoins, la Shoko plus âgée est tombée amoureuse de Sakuta dans sa jeunesse, elle est donc revenue du futur pour tenter de le sauver. Asusagawa l'apprend et refuse de changer le cours des événements, il se résout à mourir pour sauver la vie de Makinohara, ce que désapprouve Mai. Vient alors le jour fatidique, Sakuta est sur le point d'être percuté par une voiture lorsque Sakurajima se jette sur lui pour le pousser in-extremis. Elle se fait donc heurter par la voiture à sa place et meurt sur le coup. La chaîne des événements change alors du tout au tout, Sakuta s'en sort mais Mai meurt et devient donc le donneur de Shoko.
Après ce drame, Sakuta est dévasté et ne cesse de ressasser les beaux souvenirs qu'il avait créé avec Mai. Ne pouvant le voir ainsi, la Shoko âgée lui révèle un secret ; avec elle il peut remonter le temps et changer le déroulement des évènements. Asusagawa retourne donc dans le passé et empêche son propre accident et celui de Mai. Ce faisant, personne ne meurt et la jeune Shoko se retrouve ainsi dépourvue de donneur de coeur. Sakuta refuse à nouveau que Makinohara décède et il tente avec Mai de la sauver une fois de plus. Cependant, le couple se rend rapidement compte qu'en épargnant Shoko, ils risquent de perdre tout ce qu'ils ont créé. Néanmoins, ils se promettent de se retrouver et de tomber à nouveau amoureux. Sakuta rend donc une dernière visite à la jeune Makinohara; elle lui apprend qu'elle est au courant de tout ce qui s'est passé. Elle est désolée de la situation dans laquelle se trouve Asusagawa et Mai et décide de créer un futur dans lequel elle ne les a jamais rencontrés afin de les sauver de la tristesse de sa mort imminente.

## Distribution
| Personnages      | Voix japonaises |
| ---------------- | --------------- |
| Sakuta Azusagawa | Kaito Ishikawa  |
| Mai Sakurajima   | Asami Seto      |
| Shoko Makinohara | Inori Minase    |
| Tomoe Koga       | Nao Tōyama      |
| Rio Futaba       | Atsumi Tanezaki |
| Nodoka Toyohama  | Maaya Uchida    |
| Kaede Azusagawa  | Yurika Kubo     |

## Production
La sortie du film est officiellement annoncée le 9 février 2019. Il s'agit d'une suite à l'anime Rascal Does Not Dream of Bunny Girl Senpai, sorti entre octobre et décembre 2018 au Japon. Le film relate des événements se passant dans les tomes 7 et 8 de la light novel du même nom. Le film reprend la même équipe d'animation et de musique que l'anime. CloverWorks qui avait produit la série animée est de nouveau chargé de la production du film.

## Sortie au cinéma
Le film est diffusé dans les salles de cinémas japonaises dès le 15 juin 2019 par Aniplex. A sa sortie, le film amasse plus de 377,590,790¥ en 24 heures avec plus de 250'000 entrées,. Le film a été promu à travers des produits dérivés basés sur des personnages de la série, notamment au travers de figurines de Mai Sakurajima et de Shoko Makinohara.
Il est aussi projeté dans différents pays anglophones. Aux États-Unis, le film est diffusé pour la première fois à l'Anime Expo le 7 juillet 2019. Aniplex USA (en) en partenariat avec Funimation Films diffuse aussi le film dans différents cinémas américains le 2 et 3 octobre 2019 ainsi qu'au Canada le 4 et 5 octobre,. En Australie et en Nouvelle Zélande le film est présenté pour la première fois par Madman Entertainment au Madman Anime Festival  de Melbourne le 14 septembre 2019 avec une sortie limitée au cinéma le 10 octobre 2019.

## Réception
Le film est globalement bien reçu par la critique spécialisée. Le journaliste anglophone Kim Morrissy d'Anime News Network lui attribue la note A et écrit à son sujet : "The film brings all the major themes and characters in its greater story full circle and will probably make you laugh and cry in the process. If you are a fan of the Rascal series, it is your duty to see its grand climax in this movie." Le film reçoit également de bons avis auprès du public, les utilisateurs d'IMDb lui attribue la note de 8.2 sur 10.
L'accueil du public francophone est un plus réservé, les avis du site allociné lui accorde une note de 3.6 sur 5. Les utilisateurs de SensCritique, quant à eux, lui attribue la note de 7.3 sur 10.

## Réferences
1. ↑  (en) Paul Chapman, « Little Sister Ventures Out in Rascal Does Not Dream of Bunny Girl Senpai Theatrical Animation », sur crunchyroll.com, 2022 (consulté le 3 décembre 2023).
2. ↑  (ja) « "Staff cast" » [archive du 7 décembre 2018], sur ao-buta.com (consulté le 10 juillet 2019).
3. ↑  (ja) « 劇場公開日は6月15日に決定！スペシャルビジュアル第1弾も公開 », sur ao-buta.com,‎ 2019 (consulté le 6 décembre 2023).
4. ↑  (en) Crystalyn Hodgkins, « Seishun Buta Yarō Anime Film Previewed in 1st Ad », sur animenewsnetwork.com, 2022 (consulté le 6 décembre 2023).
5. ↑  (en) Crystalyn Hodgkins, « Seishun Buta Yarō Anime Film Reveals New Visual, June 15 Debut » [archive du 9 février 2019], sur Anime News Network, 9 février 2019 (consulté le 6 décembre 2023).
6. ↑  (en) Egan Loo, « Seishun Buta Yarō Anime Film's 2nd Ad Confirms Cast, Staff, Early Summer Opening », sur Anime News Network, 29 décembre 2018.
7. ↑  (en) Jennifer Sherman, « Rascal Does Not Dream of Dreaming Girl the Movie Reveals Full Trailer (Updated) » [archive du 18 juin 2019], sur Anime News Network, 15 mai 2019 (consulté le 6 décembre 2023).
8. ↑  (en-US) Mikikazu Komatsu, « Rascal Does Not Dream of a Dreaming Girl Film Has Sold 257,000 Tickets in 24 Days », sur crunchyroll.com (consulté le 6 décembre 2023).
9. ↑  (en) Rafael Antonio Pineda, « Free! Road to the World: Yume Film Opens at No. 9 », sur Anime News Network, 9 juillet 2019 (consulté le 6 décembre 2023).
10. ↑  (en) « Rascal Does Not Dream of Bunny Girl Senpai - Aniplex Exclusive Products » [archive du 28 mai 2020], Aniplex USA (en) (consulté le 6 décembre 2023).
11. ↑  (en) Jennifer Sherman, « Anime Expo Hosts Rascal Does Not Dream of a Dreaming Girl Film's U.S. Premiere » [archive du 18 juin 2019], sur Anime News Network, 18 juin 2019 (consulté le 6 décembre 2023).
12. ↑  (en-US) « Rascal Does Not Dream Of A Dreaming Girl | Funimation Films » [archive du 15 septembre 2019], sur funimationfilms.com (consulté le 6 décembre 2023).
13. ↑  (en) Aniplex USA (en) (@aniplexUSA), « #NEWS: Aniplex of America in partnership with Funimation Films proudly presents Rascal Does Not Dream of a Dreaming Girl, coming to select theaters in the U.S. on October 2 and 3 and in Canada on October 4 and 5. Tickets go on sale September 6th! », sur Twitter, 31 août 2019 (consulté le 6 décembre 2023)
14. ↑  (en) Madman Anime Festival (@MadFest), « We've been dreaming of an Australian premiere like this! ✨✨ Rascal Does Not Dream of a Dreaming Girl is heading to No. MadFest Melbourne 2019 for a special limited screening!✨✨ Tickets are now available! mad.mn/melbtixmad », sur Twitter, 15 août 2019 (consulté le 6 décembre 2023)
15. ↑  Madman Anime Festival (@Madman), « We're excited to reveal that 'Rascal Does Not Dream of a Dreaming Girl' will hit cinemas across Australia for ONE WEEK ONLY from October 10! 👯🌟✨ http://rascalanime.com.au », sur Twitter,‎ 24 septembre 2019 (consulté le 6 décembre 2023)
16. ↑  (en) Kim Morrissy, « Rascal Does Not Dream of a Dreaming Girl Review » [archive du 2 juin 2020], sur Anime News Network, 26 juin 2019 (consulté le 8 décembre 2023).
17. ↑  (en) « Rascal Does Not Dream of a Dreaming Girl », sur imdb.com, 2019 (consulté le 8 décembre 2023).
18. ↑  « Racal Does Not Dream of a Dreaming Girl », sur allocine.fr, 2019 (consulté le 8 décembre 2023).
19. ↑  « Rascal Does Not Dream of a Dreaming Girl », sur senscritique.com, 2019 (consulté le 8 décembre 2023).